# Ouldik
Ouldik est un village du Cameroun situé dans le département du Haut Nyong et dans la région de l'Est. Il fait partie de la commune de Doumaintang et du canton de Maka.

## Population
Lors du recensement de 2005, Ouldik comptait 520 habitants dont 220 hommes et 300 femmes.
En 1965/66, il comptait 410 habitants.

## Infrastructures
Le village se situe sur la route reliant Nguelemennouka à Doumintang et à Doumé. Il y avait une école catholique à cycle complet.